# 19 de agosto nos Jogos Olímpicos de Verão de 2008
19 de agosto foi o décimo terceiro dia de competições dos Jogos Olímpicos de Verão de 2008. Neste dia foram disputadas competições de vinte esportes.

## Esportes
| - Atletismo - Basquetebol - Beisebol - Boxe - Canoagem - Ciclismo - Futebol - Ginástica - Halterofilismo - Handebol | - Hipismo - Hóquei sobre a grama - Lutas - Nado sincronizado - Pólo aquático - Saltos ornamentais - Tênis de mesa - Triatlo - Vela - Voleibol |

## Destaques do dia

### Atletismo
- 1.500m masculino: Rashid Ramzi conquista a primeira medalha olímpica da história do Bahrein ao vencer a prova.[1] Em novembro de 2009, entretanto, Ramzi teve sua medalha cassada por doping.[2]

- Salto em distância feminino: a portuguesa Naide Gomes, favorita na prova, queima dois saltos e erra a corrida no terceiro, ficando fora da final. As brasileiras Maurren Maggi e Keila Costa se classificam em segundo e em oitavo lugar, respectivamente.[3]

### Ginástica artística
Shawn Johnson, dos Estados Unidos, conquista seu primeiro ouro nos Jogos após obter a maior nota na final da Trave. Johnson já havia ganho quatro medalhas de prata. Entretanto, a China termina as competições de ginástica artística com o maior número de medalhas, com os ouros de Li Xiaopeng nas barras paralelas e de Zou Kai na barra fixa. Para completar o dia, Lu Chunlong conquista o ouro no trampolim - e a China fica com os dois triunfos da modalidade.

### Saltos ornamentais
A China conquista a sexta medalha de ouro em seis finais da modalidade e segue no caminho para conseguir as oito medalhas de ouro. Dessa vez o título veio com He Chong, no trampolim 3m masculino, prova em que seu compatriota Qin Kai ficou com o bronze.

### Triatlo
O alemão Jan Frodeno surpreende e conquista o ouro na prova masculina, seguido de Simon Whitfield, do Canadá, e de Bevan Docherty, da Nova Zelândia.

### Halterofilismo
Em mais uma modalidade dominada pela China, que ganhou oito dos quinze ouros, o alemão Matthias Steiner levantou 461 kg (203 kg no arranque e 258 kg no arremesso) e conquistou o ouro na categoria mais de 105 kg.

### Futebol
A Argentina vence o Brasil por 3x0 e enfrenta a Nigéria, que venceu a Bélgica por 4x1, na final masculina.

### Voleibol de praia
Nas semifinais do torneio feminino, as estadunidenses Walsh e May-Treanor (que já haviam vencido a dupla brasileira Ana Paula e Larissa) vencem a dupla brasileira Renata Ribeiro e Talita Rocha e enfrentam na final a dupla chinesa Tian Jia e Wang, que venceu as compatriotas Xue e Zhang Xi.

## Campeões do dia
| Modalidade         | Evento                            | Atleta(s)                    | País               | Recorde | Ref.   |
| ------------------ | --------------------------------- | ---------------------------- | ------------------ | ------- | ------ |
| Atletismo          | 1.500m masculino                  | Rashid Ramzi                 | BRN Bahrein        |         | [ 15 ] |
| Atletismo          | Arremesso de disco masculino      | Gerd Kanter                  | EST Estônia        |         | [ 16 ] |
| Atletismo          | Salto em altura masculino         | Andrey Silnov                | RUS Rússia         |         | [ 17 ] |
| Atletismo          | 100m com barreiras feminino       | Dawn Harper                  | USA Estados Unidos |         | [ 18 ] |
| Atletismo          | 400m feminino                     | Christine Ohuruogu           | GBR Grã-Bretanha   |         | [ 19 ] |
| Ciclismo           | Madison masculino                 | Juan Curuchet e Walter Pérez | ARG Argentina      |         | [ 20 ] |
| Ciclismo           | Sprint masculino                  | Chris Hoy                    | GBR Grã-Bretanha   |         | [ 21 ] |
| Ciclismo           | Sprint feminino                   | Victoria Pendleton           | GBR Grã-Bretanha   |         | [ 22 ] |
| Saltos ornamentais | Trampolim 3m individual masculino | He Chong                     | CHN China          |         | [ 23 ] |
| Hipismo            | Adestramento individual           | Anky van Grunsven            | NED Países Baixos  |         | [ 24 ] |
| Ginástica          | Barra fixa masculino              | Zou Kai                      | CHN China          |         | [ 25 ] |
| Ginástica          | Barras paralelas masculino        | Li Xiaopeng                  | CHN China          |         | [ 26 ] |
| Ginástica          | Trampolim masculino               | Lu Chunlong                  | CHN China          |         | [ 27 ] |
| Ginástica          | Trave feminino                    | Shawn Johnson                | USA Estados Unidos |         | [ 28 ] |
| Vela               | Laser masculino                   | Paul Goodison                | GBR Grã-Bretanha   |         | [ 29 ] |
| Vela               | Laser Radial feminino             | Anna Tunnicliffe             | USA Estados Unidos |         | [ 30 ] |
| Triatlo            | masculino                         | Jan Frodeno                  | GER Alemanha       |         | [ 31 ] |
| Halterofilismo     | Mais de 105 kg masculino          | Matthias Steiner             | GER Alemanha       |         | [ 32 ] |
| Lutas              | Livre até 55 kg masculino         | Henry Cejudo                 | USA Estados Unidos |         | [ 33 ] |
| Lutas              | Livre até 60 kg masculino         | Mavlet Batirov               | RUS Rússia         |         | [ 34 ] |

## Líderes do quadro de medalhas ao final do dia 19
| Ordem | País               | Medalha de ouro | Medalha de prata | Medalha de bronze |    |
| ----- | ------------------ | --------------- | ---------------- | ----------------- | -- |
| 1     | CHN China          | 43              | 14               | 19                | 76 |
| 2     | USA Estados Unidos | 26              | 26               | 27                | 79 |
| 3     | GBR Grã-Bretanha   | 16              | 9                | 8                 | 33 |
| 4     | AUS Austrália      | 11              | 12               | 12                | 35 |
| 5     | GER Alemanha       | 11              | 8                | 9                 | 28 |